# Komunikacijske znanosti
Komunikacijske znanosti ili komunikologija tvori zajedno s informacijskim znanostima zasebno znanstveno polje unutar društvenih znanosti. Ona je interdisciplinarna znanost koja istražuje najraznovrsnije oblike komuniciranja između živih bića, obuhvaća proučavanje sadržaja, oblika i tehnika priopćavanja, istraživanje smisla poruka i načina njihova prihvaćanja, te učinka poruka što protječu između pošiljatelja i primatelja. Znanstvene grane komunikacijske znanosti čine komunikologija, masovni mediji, novinarstvo i odnosi s javnošću.

## Razvoj komunikacijskih znanosti
Početke komunikacijskih znanosti možemo prepoznati u prvim raspravama o pojavi i značenju periodičnoga tiska, negdje u 17. stoljeću. Jezikoslovci, pravnici, povjesničari, moralisti raspravljali su o novom fenomenu koji je dobivao sve veću važnost u životu ljudi. U Europi do šezdesetih godina 20. stoljeća medijima i medijskom komunikacijom bave se uglavnom humanističke znanosti interdisciplinarno. Na njemačkom jezičnom području to se zove publicistička znanost. Početkom šezdesetih godina u Europu dolaze prvi rezultati američkih istraživanja masovne komunikacije metodama društvenih znanosti, iznad svega psihologije, sociologije i politologije. Otada u istraživanju medija i masovne komunikacije prevladava pristup društvenih znanosti, ali ni humanistički nije posve nestao.

## Podjela komunikacijskih znanosti
U hrvatskoj znanstvenoj klasifikaciji utvrđene su četiri znanstvene grane komunikacijskih znanosti.

### Komunikologija
Komunikologija u širem smislu bavi se svim aspektima procesa komunikacije, s time da je društvena komunikacija putem masovnih medija potaknula njezin razvoj i nametnula većinu njezinih sadržaja. Iako je komunikologija hrvatski sinonim za komunikacijske znanosti, kao grana obuhvaća opću komunikologiju.

### Masovni mediji
Znanosti o masovnim medijima (mediologija) bavi se istraživanje masovnih medija. Kao znanstvena grana usmjerena na medije u njihovoj unutrašnjoj strukturi, posebno estetike te njihovim odnosima u području politike, društva, gospodarstva i njihovim povijesnim, antropološkim i pedagoškim vidovima. Unutar te discipline obuhvaćena je i medijska pismenost.

### Novinarstvo
Novinarstvo je prvotno praktična vještina oblikovanja sadržaja za masovnu komunikaciju, ali već desetljećima postoji i kao sveučilišna disciplina za naobrazbu novinara. U njezinu se okviru uči uvod u praktični rad, ali se i znanstvenim instrumentarijem istražuju pravila toga rada i okolnosti u kojima se on odvija.

### Odnosi s javnošću
Odnosi s javnošću posljednja je grana kojoj, upravo zahvaljujući medijima i njihovu sve većem značenju u društvenom životu, sve veću pažnju moraju posvećivati organizacije, i na području državne uprave i u ekonomskom sektoru i u organizacijama civilnoga društva.

## Komunikacijske znanosti u Hrvatskoj
U Hrvatskoj se začeci komunikacijskih znanosti mogu vidjeti u prvim povijesnim prikazima razvoja novinarstva već u 19. stoljeću. Prva novinarska škola bila je organizirana 1949. godine, ali je nakon dvije godine prestala postojati. Prvi sveučilišni studij novinarstva uveden je u Zagrebu, na Fakultetu političkih znanosti, 1970. godine. Do 1975. trajao je godinu dana, a potom dvije godine, vezan uz dvije godine politologije, a 1986. uveden je na istom fakultetu četverogodišnji studij novinarstva. Trajna je rasprava oko toga je li novinarstvo znanost ili samo vještina (ili čak zanat). Ono je u prvom redu vještina, ali je vrlo brzo dobilo toliko društveno značenje da ga se počelo i znanstveno istraživati te njegov današnji sveučilišni studij uključuje mnoge sadržaje drugih komunikacijskih znanosti.
Matična ustanova komunikacijske znanosti u Hrvatskoj je Filozofski fakultet Sveučilišta u Zagrebu, gdje se one shvaćaju kao dio informacijskih znanosti. Odsjek za informacijske znanosti na Filozofskom fakultetu osnovan je 1981. godine najprije pod imenom Odsjek za bibliotekarstvo i društveno-humanističku informatiku.
Komunikacijske znanosti kao zajedničko znanstveno polje uvrštene su 2008. godine. One su nastale iz drugih potreba i obuhvaćaju drugo područje istraživanja i djelovanja, iako ima i preklapanja s informacijskim znanostima. Na susretu članova Vijeća područja humanističkih i društvenih znanosti na Ekonomskom fakultetu Sveučilišta u Zagrebu, 16. siječnja 2006. godine, predstavnici Fakulteta političkih znanosti i Hrvatskih studija s predstavnicima Filozofskoga fakulteta složili su se oko prijedloga da se tadašnje polje informacijskih znanosti nazove dvojno: Informacijske i komunikacijske znanosti, a da kao grane koje pripadaju komunikacijskom dijelu područja budu: komunikologija i novinarstvo koji već postoje, da se grana javni mediji preimenuje u masovni mediji i da se uvedu odnosi s javnošću.
Na Hrvatskim studijima Sveučilišta u Zagrebu 1996./1997. pokrenut je Studij novinarstva. Tijekom reformiranja programa studija prema Bolonjskoj deklaraciji 2005. preimenovan je u Studij komunikologije, a sadržaj studija zasnovan na temeljnim znanjima iz komunikologije, novinarstva, povijesti medija i odnosa s javnošću. Studenti tijekom studija stječu znanje o metodama istraživanja masovne komunikacije i obrade podataka te o povijesnom razvoju novinarstva i masovne komunikacije u svijetu i Hrvatskoj.

## Vanjske poveznice
- Filozofski fakultet Sveučilišta u Zagrebu
- Fakultet organizacije i informatike u Varaždinu
- Hrvatski studiji Sveučilišta u Zagrebu